# Sajgon (film)
Sajgon lub Poza strefą (ang. Off Limits) – amerykański film fabularny (dramat wojenny) z 1988 roku, wyreżyserowany przez Christophera Crowe'a. Film nakręcono w Bangkoku w Tajlandii.

## Obsada
- Willem Dafoe – sierżant Buck McGriff
- Gregory Hines – sierżant Albaby Perkins
- Fred Ward – sierżant Dix
- Scott Glenn – pułkownik Dexter Armstrong
- Amanda Pays – Nicole
- Kay Tong Lim – Lime Green
- David Alan Grier – Rogers
- Keith David – Maurice
- Raymond O'Connor – Elgin Flowers

## Opis fabuły
Rok 1968, ogarnięty przez wojnę Wietnam. Oficerowie żandarmerii Buck McGriff i Albaby Perkins usiłują schwytać seryjnego mordercę sajgońskich prostytutek. Gdy pułkownik Dexter Armstrong, główny podejrzany o dokonywanie zbrodni, popełnia samobójstwo, z pomocą w śledztwie przychodzą siostra Nicole i sierżant Dix, którzy wpadają na inny trop.

## Remake
Remake filmu pt. Cop Game, wyreżyserowany przez włoskiego twórcę filmów niskobudżetowych Brunona Mattei'ego, powstał w 1988 roku, lecz wydany został trzy lata później. Główną rolę odegrał w nim amerykański aktor Brent Huff.